# Passiflora antioquiensis
Passiflora antioquiensis H. Karst. – gatunek rośliny z rodziny męczennicowatych (Passifloraceae Juss. ex Kunth in Humb.). Występuje endemicznie w Kolumbii. 

## Morfologia

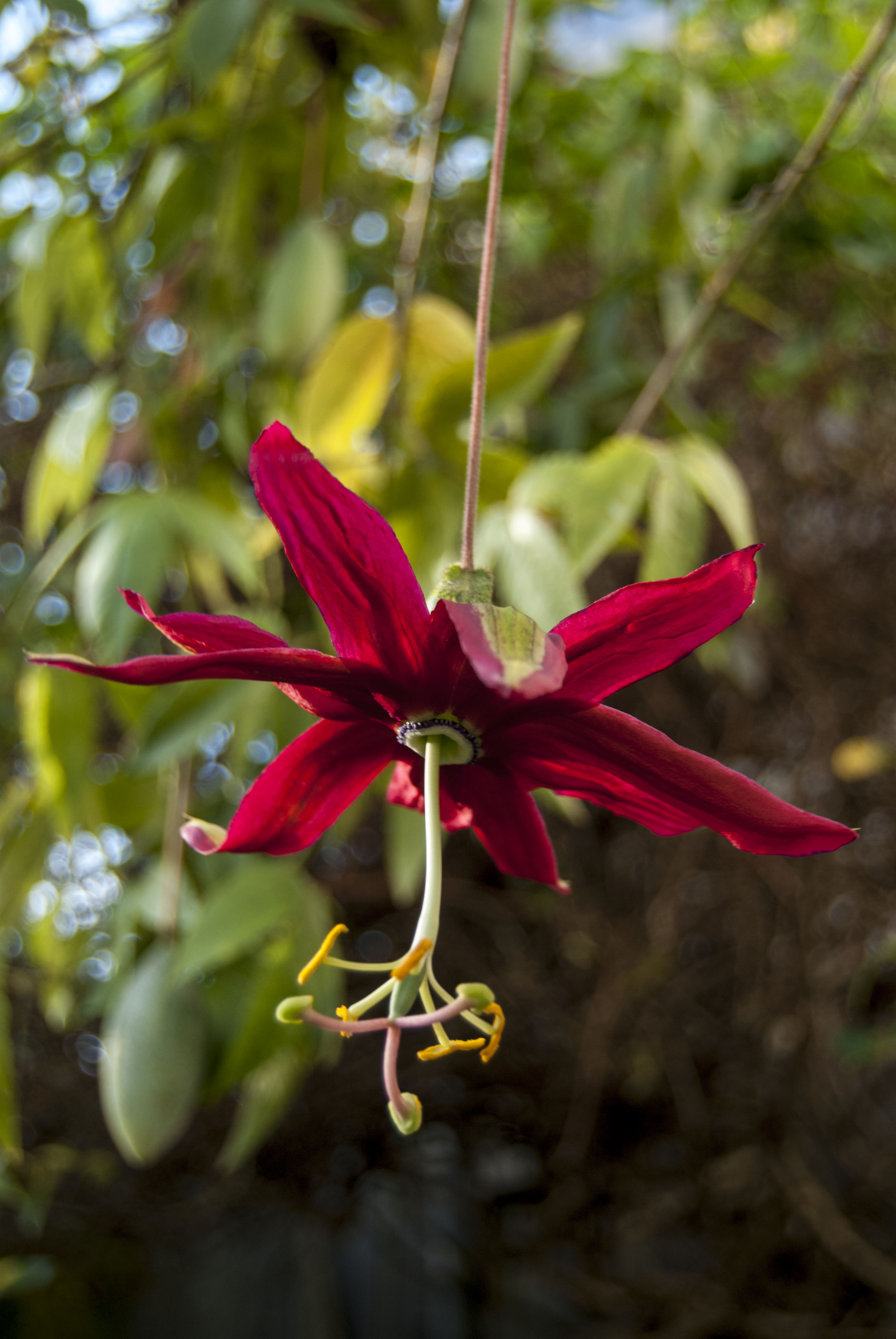
Kwiat

PokrójZdrewniałe, trwałe, owłosione liany.
LiścieBlaszka liściowa ma prosty lub potrójnie klapowany kształt. Nasada liścia jest rozwarta lub ostrokątna. Mają 6–17,5 cm długości oraz 3,5–12,5 cm szerokości. Brzegi są ząbkowane. Wierzchołek jest tępy lub ostry. Ogonek liściowy jest owłosiony i ma długość 15–45 mm. Przylistki są liniowe, mają 5–8 mm długości.
KwiatyPojedyncze. Działki kielicha są podłużne, czerwone lub purpurowe, mają 4–6 cm długości. Płatki są liniowo podłużne, czerwone lub purpurowe, mają 4–6 cm długości. Przykoronek ułożony jest w 2–3 rzędach, fioletowy, ma 1–5 mm długości.
OwoceSą elipsoidalnego kształtu. Mają 9–11,8 cm długości i 3–3,5 cm średnicy.

## Biologia i ekologia
Występuje w lasach na wysokości 1800–2700 m n.p.m.